# Zeni (Nabakevi)
Zeni (en georgiano: ზენი; en abjasio: Зени) es una aldea que pertenece a la parcialmente reconocida República de Abjasia, dentro del distrito de Gali, aunque de iure es parte del municipio de Gali de la República Autónoma de Abjasia de Georgia.

## Geografía
Zeni está en la orilla derecha del río Inguri, a 26 km de Gali. Las aldea se administra desde el pueblo de Nabakevi. 